# Calixto (Resplendor)
Calixto é um distrito do município brasileiro de Resplendor, no interior do estado de Minas Gerais. Segundo o censo demográfico de 2022, realizado pelo Instituto Brasileiro de Geografia e Estatística (IBGE), sua população era de 1 604 habitantes e havia 619 domicílios particulares permanentes ocupados. Possui área de 244,73 km² conforme a Fundação João Pinheiro (FJP).
De acordo com o IBGE, em 2010 a população era de 1 676 habitantes e havia 829 domicílios particulares.
Foi criado pela lei nº 336 de 27 de dezembro de 1948, a partir do povoado de Santo Antônio da Fortaleza.